# Diana Modell 23

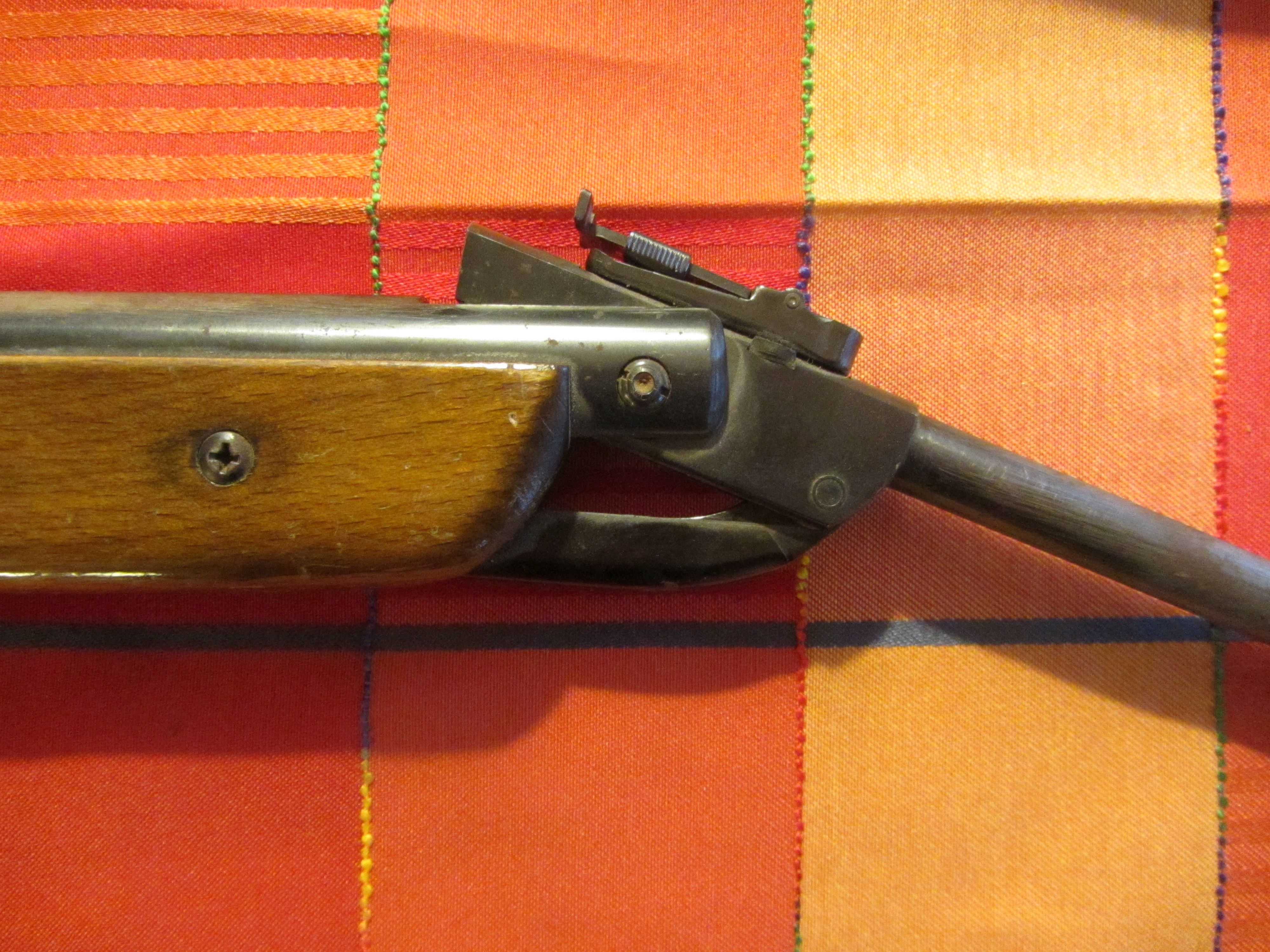
Diana Mod. 23

Das Diana Modell 23 ist ein einschüssiges Knicklauf-Luftgewehr mit Federdrucksystem und gezogenem Lauf. Es wurde in den Jahren 1951 bis 1983 vom Druckluftwaffenhersteller Diana Mayer & Grammelspacher in Rastatt produziert und verschießt alle Arten von Diabolomunition im Kaliber 4,5 mm. Eine Variante ist für Rundkugeln im Kaliber 5,5 mm eingerichtet.

## Beschreibung
Das Diana 23 wiegt 1,6 kg bei einer Gesamtlänge von 92 cm. Der Lauf ist 31 cm lang. Die Mündungsgeschwindigkeit wird vom Hersteller mit 132 m/s angegeben. Die Visierung erfolgt mit einer höhenverstellbaren Kimme.